# Donatien Levesque
Pour les articles homonymes, voir Levesque.
Donatien Levesque, né le 7 août 1842 à Nantes et mort à Paimpont le 4 janvier 1908, est un écrivain, aquiculteur, chasseur et voyageur français. 

## Biographie
Fils de Louis-Auguste Levesque (1809-1888), armateur et industriel en conserves alimentaires, et d'Anne-Clémence Blon (1810-1877), petit-fils de Louis-Hyacinthe Levesque et d'Étienne Blon, il devient maître d'équipage de chasse à courre et  voyage en Amérique du Nord (États-Unis et Canada) en 1870 avec Étienne Bureau. 
En 1871, il accompagne Paul Verne, le frère de Jules Verne, qu'il a rencontré à Aix-les-Bains, lors d'une ascension du Brévent et du Mont-Blanc. Il apparait ainsi dans le récit de Paul Verne Quarantième ascension française au mont Blanc. 
Propriétaire de la forêt de Paimpont, par acquêt auprès du duc d'Aumale, il a aussi été un célèbre chasseur.
Il épouse le 21 juin 1877, Blanche Hamelin (1856-1944), fille d'un industriel, dont il aura sept enfants : cinq filles et deux garçons (Jean-Donatien et Judicaël).

## Distinctions
- Chevalier de l'ordre de Saint-Grégoire-le-Grand

## Œuvres
Donatien Levesque est le traducteurs d'articles d'auteurs britanniques qu'il publie sous le titre de Sport en 1902. On lui doit aussi :
- 1886 : Les Grands guides
- 1887 : En déplacement. Chasses à courre en France et en Angleterre
- 1897 : Les Guides : Ménage à un et à deux
- 1904 : La Grande vénerie du duc d'Aumale à Chantilly

## Sources
- Gabriel-René Mennessier de La Lance, Essai de Bibliographie Hippique, donnant la description détaillée des Ouvrages publiés ou traduits en latin et en français sur le cheval et la cavalerie. Avec de nombreuses biographies d’auteurs hippiques, Paris, Lucien Dorbon, 1921